# Герб комуни Кальмар
Герб комуни Кальмар (швед. Kalmar kommunvapen) — символ шведської адміністративно-територіальної одиниці місцевого самоврядування комуни Кальмар. 

## Історія
Герб Кальмара датується приблизно 1250 роком. Він фігурує на найдавнішій відомій міській печатці з зображенням вежі над хвилястою основою. Зірки були додані до зображення на печатці 1302 року. 

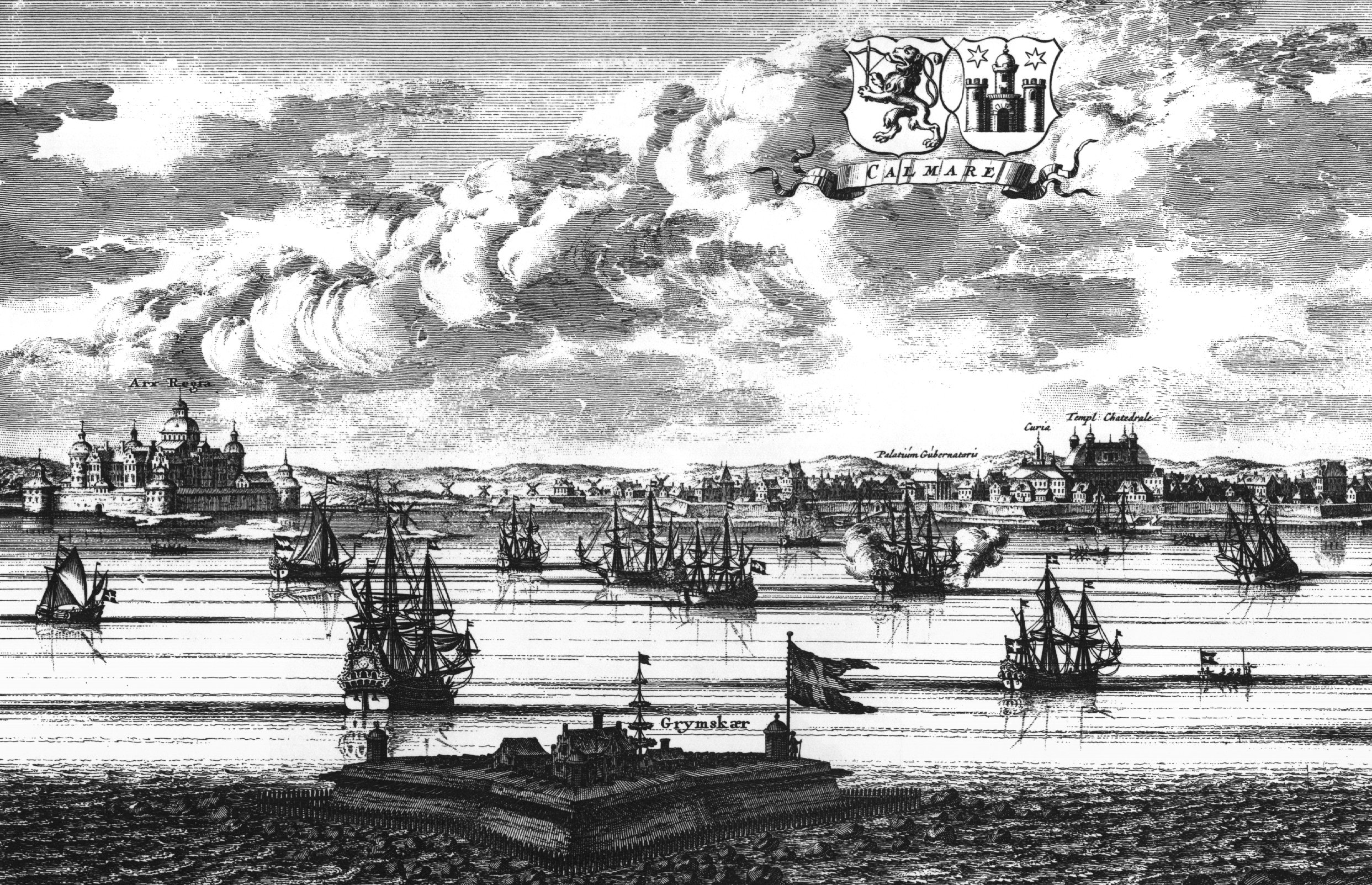
Герб на гравюрі з панорамою міста Кальмар (біля 1700 р.)

Герб міста Кальмар отримав королівське затвердження 1970 року. 
Після адміністративно-територіальної реформи, проведеної в Швеції на початку 1970-х років, муніципальні герби стали використовуватися лишень комунами. Цей герб 1971 року був перебраний для нової комуни Кальмар.
Герб комуни офіційно зареєстровано 1974 року.

## Опис (блазон)
У срібному полі з синьої хвилястої основи виходить червона мурована вежа з золотими вікнами і воротами, обабіч якої по такій же шестипроменевій зірці. 

## Зміст
Хвиляста основа символізує порт і мореплавство, вежа — мілітарне значення Кальмара. 